# Cephaloidophora carpilodei
Cephaloidophora carpilodei is een soort in de taxonomische indeling van de Myzozoa, een stam van microscopische parasitaire dieren. Het organisme komt uit het geslacht Cephaloidophora en behoort tot de familie Cephaloidophoridae. Cephaloidophora carpilodei werd in 1963 ontdekt door G.H. Ball.